# 菁菁堂

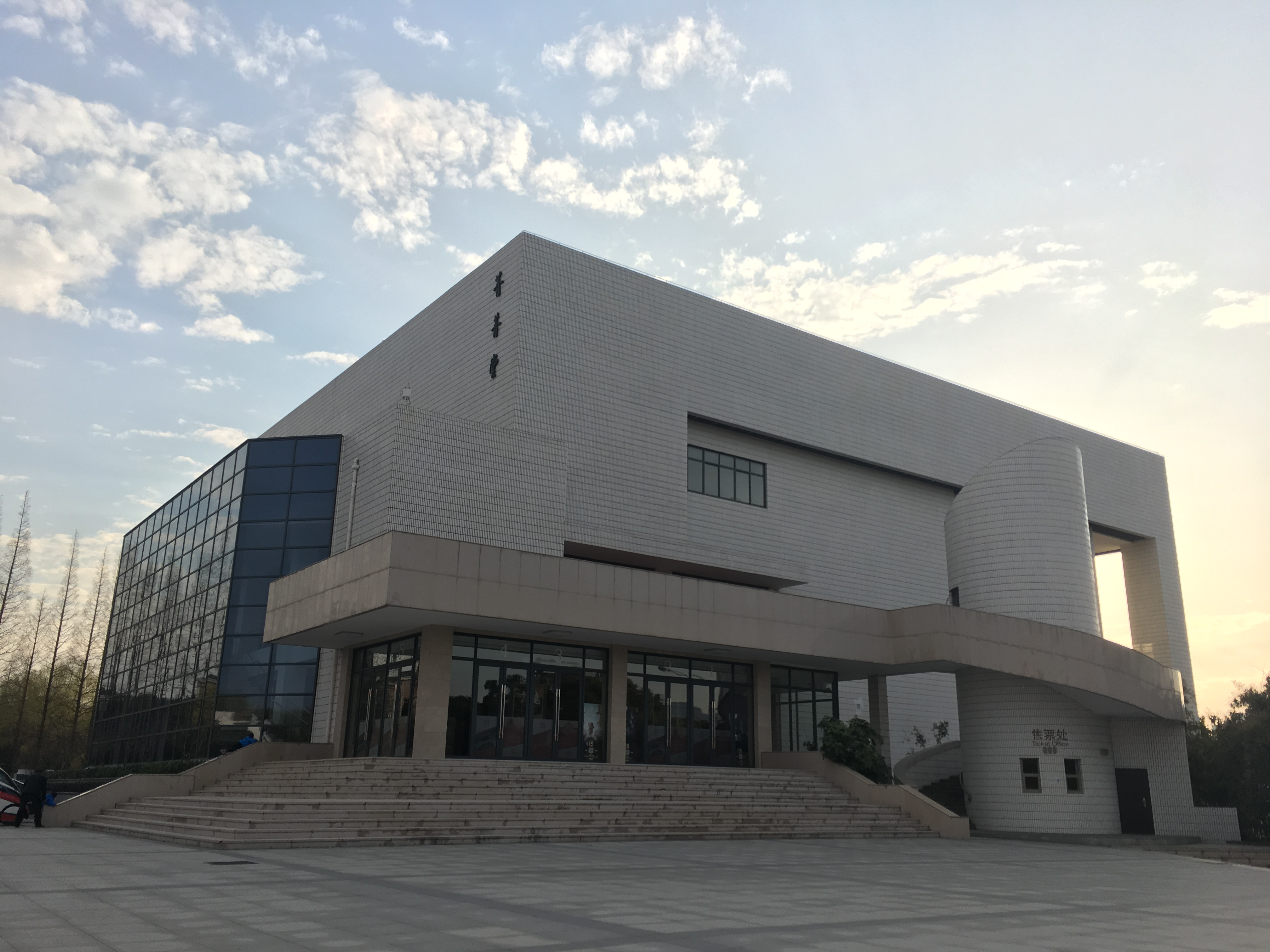
菁菁堂外景

菁菁堂是位于上海交通大学闵行校区思源门内西侧的礼堂，于1994年由日本昭和女子大学捐建而成。

## 背景
1980年代，日中教育协会会长宫家愈希望为上海交通大学做一些贡献。1991年，他与该会会员、昭和女子大学校长人见楠郎到交大访问。当时交大闵行校区肇建，并无礼堂，人见楠郎与时任交大副校长的盛振邦商议后，决定为交大建一座礼堂。
1992年5月昭和女子大学捐资1.5亿日元，交大筹资500万元建成菁菁堂。堂名为时任两校校长人见楠郎和翁史烈商议而成，取自《诗经》典故。菁菁堂于1992年11月奠基，1994年11月完工并举行落成典礼。为对日方表示感谢和友谊，交大在菁菁堂后方开辟樱花园，种有昭和女子大学赠送的日本樱花。

## 概况
菁菁堂总建筑面积为5,202平方米，观众席座位1,800个，舞台面积100多平方米，并有符合标准的乐池、专业的灯光及音响设备和化妆室、排练室、陈列室、贵宾室、休息室。
交大闵行校区的各种重大活动，包括各种颁奖仪式、表彰大会、名人演讲、文艺演出和比赛都在菁菁堂进行，有时堂内还放映电影，逢重大体育赛事还进行直播。此外，外界的戏剧队伍、乐团、合唱团及著名歌唱家等还常在此进行演出。